# Eicosanoide
Als Eicosanoide (v. griech. είκοσι, ‚zwanzig‘), auch Eikosanoide, wird eine Gruppe von hydrophoben hormonähnlichen Substanzen bezeichnet, die aus mehrfach ungesättigten Fettsäuren, vorwiegend der Arachidonsäure, gebildet wurden. Sie können als intra- und extrazelluläre Signalmoleküle wirken und sind in eine Vielzahl biologischer Wirkmechanismen eingebunden. Obwohl die Bezeichnung Eicosanoide auf eine Anzahl von 20 Kohlenstoff-Atomen im Molekül hinweist, werden zu den Eicosanoiden auch Derivate anderer Fettsäuren gezählt, die kürzer- oder längerkettig sind, beispielsweise die Derivate der Docosahexaensäure und der Linolsäure.

## Bildung der Eicosanoide
Mehrfach ungesättigte Fettsäuren sind die Ausgangsstoffe der Eicosanoide. Sie können nur sehr begrenzt vom menschlichen Körper gebildet werden. Sie werden direkt mit der Nahrung aufgenommen und fungieren primär als Bestandteile zellulärer Membranen, dabei liegen sie vor allem in Phospholipiden vor. Durch ein extrazelluläres Signal können Phospholipasen aktiviert werden und Fettsäuren aus den Membranen herauslösen. Damit werden die Fettsäuren zugänglich für Enzyme, die durch Oxidationsreaktionen (Epoxidation oder Hydroxylierung) oder Umlagerungsreaktionen die Eicosanoide bilden. In Folge mehrerer Reaktionsschritte und Zwischenprodukte ergeben sich dabei zahlreiche verschiedene Verbindungen, wobei die Anzahl der Kohlenstoff-Atome im Molekül konstant bleibt.

Strukturformel von Prostansäure

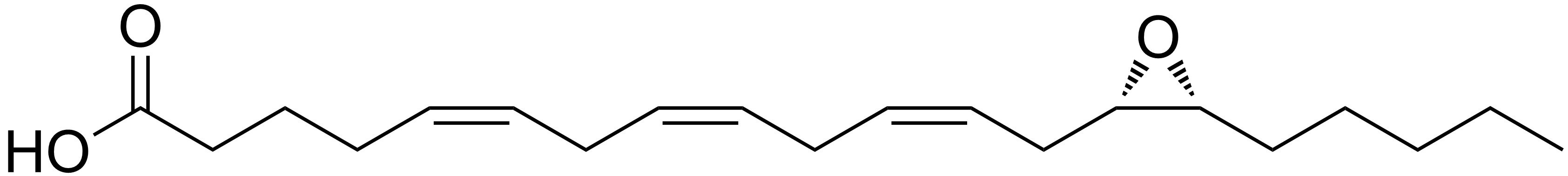
Strukturformel von 14,15-EET

Die Oxidation wird über vier verschiedene Wege vermittelt und ergibt entsprechend verschiedene Stoffgruppen:
- durch Lipoxygenasen (LOX) werden unter anderem Leukotriene gebildet.
- durch Cyclooxygenasen (COX) werden unter anderem Prostaglandine und Thromboxane gebildet, die auch zur Gruppe der Prostanoide zusammengefasst werden, da sie in ihrer Grundstruktur der Prostansäure entsprechen.
- durch Cytochrom P450 (CYP) werden unter anderem 20-Hydroxyeicosatetraensäure (20-HETE) sowie Epoxyeicosatriensäuren (EET) gebildet.
- chemisch durch Autoxidation

## Biologische Wirkung
Eicosanoide sind intra- und extrazelluläre Signalstoffe, die von jeder Zelle produziert werden können und in der Regel über G-Protein-gekoppelte Membranrezeptoren wirken. Der genaue Wirkmechanismus ist jedoch vor allem bei den über CYPs gebildeten Eicosanoiden noch nicht aufgeklärt. Eicosanoide sind an der Regulation von Entzündungsreaktionen wie Fieber und Allergien beteiligt, sie spielen ebenso für die Regulation des kardiovaskulären Systems, des Blutdrucks, der Salzausscheidung, der Blutgerinnung und des Schmerzes eine wichtige Rolle. Auch neuronale Erkrankungen wie Alzheimer und Depression sowie die Entwicklung von Tumoren werden durch Eicosanoide beeinflusst. Die den Omega-3-Fettsäuren zugesprochene gesundheitsfördernde Wirkung geht auf die daraus gebildeten Eicosanoide zurück, weshalb diese Fettsäuren oft als gute Fettsäuren bezeichnet werden. Aus Omega-6-Fettsäuren werden hingegen Eicosanoide gebildet, die eher unerwünschte Eigenschaften besitzen (entzündungsfördernd, vasokonstriktiv, kanzerogen). Allerdings gibt es auch aus Omega-6-Fettsäuren gebildete Eicosanoide, die eine entgegengesetzte Wirkung haben, zum Beispiel 14,15-EET.